# دیتریش زندر
دیتریش زندر (انگلیسی: Dietrich Zander؛ زادهٔ ۲ ژوئیهٔ ۱۹۵۱) قایقران روئینگ اهل آلمان شرقی بود.
وی در مسابقات کشوری و بین‌المللی در مجموع برندهٔ ۳ مدال طلا، ۱ مدال نقره شده‌است.